# Płaciszewo
Płaciszewo (prononciation : [pwat͡ɕiˈʂɛvɔ]) est un village polonais de la gmina de Glinojeck dans le powiat de Ciechanów de la voïvodie de Mazovie dans le centre-est de la Pologne.
Il se situe à environ 9 kilomètres au sud-est de Glinojeck (siège de la gmina), 21 kilomètres au sud-ouest de Ciechanów (siège du powiat) et à 74 kilomètres au nord-ouest de Varsovie (capitale de la Pologne).

## Histoire
De 1975 à 1998, le village appartenait administrativement à la voïvodie de Ciechanów.